# Yu Young-nam
Pas d'image ? Cliquez ici

a Compétitions nationales et continentales officielles uniquement.

b Matchs officiels uniquement.
Dernière mise à jour le 14 novembre 2024.
Yougnam Yu ou You Young-nam (Hangul : 유영남, Hanja : 劉永男), né le 13 octobre 1983 à Séoul, est un joueur international sud-coréen de rugby à XV évoluant au poste de troisième ligne aile.

## Biographie
Yougnam Yu commence à jouer en Corée pour la Korea Army. Il gagne son premier titre en 1999 et gagne toutes les années ce Championnat sauf en 2004 lorsque le club rival POCOS gagne le championnat contre la Korea Army 29-23.[réf. nécessaire]
En 2008, il rejoint le club japonais des Panasonic Wild Knights en Top League.
En 2011, les Wild Knights atteignent les demi-finales du championnat et se qualifient en battant les Toyota Verblitz sur le score net de 32 à 10. En finale, ils jouent contre les Suntory Sungoliath qu'ils battent sur le score de 28 à 23, avec un essai de Young-nam.
Il met un terme à sa carrière de joueur après la saison 2018,.

## Palmarès
- Vainqueur du Championnat d'Asie des Nations en 2002
- Vainqueur de la Top League en 2011